# Michel Riquet
Michel Riquet SJ (* 8. September 1898 in Paris; † 5. März 1993 ebenda) war ein französischer römisch-katholischer Geistlicher, Theologe, Jesuit und Autor.

## Leben und Werk
Michel Riquet entstammte dem rechtskatholischen Pariser Milieu der Action française. Nach dem Kriegsdienst trat er bei den Jesuiten ein und wurde 1928 zum Priester geweiht. Unter dem Einfluss von Jacques Maritain und des Jesuiten Antoine Dieuzayde (1877–1958) wandte er sich dem Sozialkatholizismus zu und war von 1930 bis 1944 geistlicher Betreuer der Medizinstudenten. 1936 wurde er von Kardinal Verdier beauftragt, die Aufnahme jüdischer Kinder aus Nazideutschland und später auch Österreich zu organisieren.
Im Anschluss an das vom Vichy-Regime erlassene Gesetz vom 2. Juni 1941 über den Status der Juden beklagte er das Schweigen der Bischöfe und wandte sich in einer Note vom 11. Juni an die französischen Kirchenführer. Er trat mit der Résistance-Gruppe Combat in Kontakt, wirkte in dem Fluchtnetzwerk Comète, traf sich mit Henri Frenay und machte sein Büro zur Drehscheibe des Widerstands. Gleichzeitig predigte er in der Kirche  St-Séverin unverhohlen gegen die Rassenpolitik von Vichy. Im Januar 1944 wurde er festgenommen und kam über das KZ Mauthausen im April 1944 in das KZ Dachau, das er überlebte.
Von 1947 bis 1955 wurde er durch seine im Rundfunk übertragenen Fastenpredigten von 
Notre-Dame de Paris und deren Veröffentlichung (teilweise auch ins Deutsche übersetzt) zu einer prominenten Persönlichkeit.
Er war Vizepräsident der Internationalen Liga gegen Rassismus und Antisemitismus.
Michel Riquet war Großoffizier der Ehrenlegion. In Paris ist eine Straße nach ihm benannt.

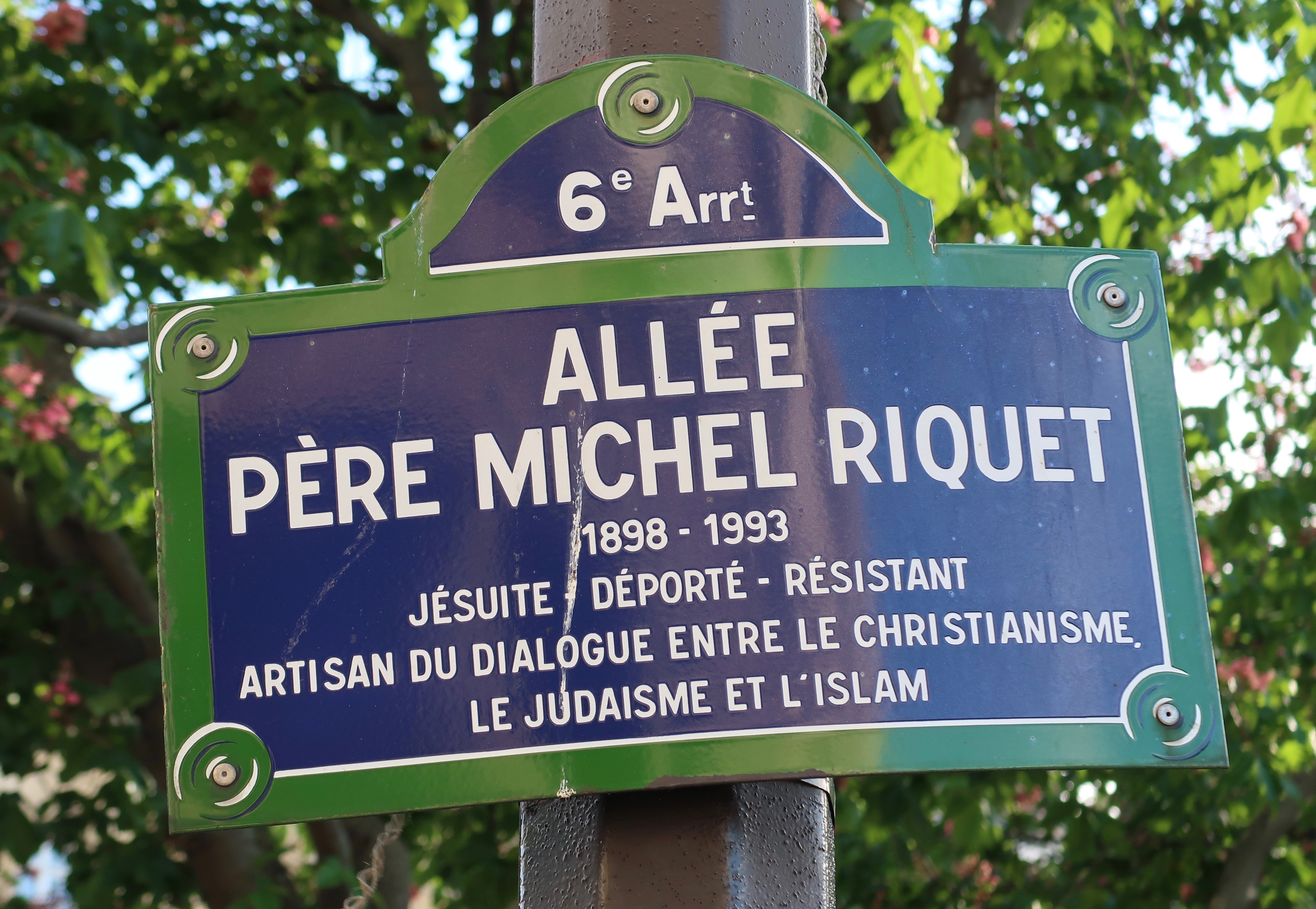
Allée Père Michel Riquet (Straßenschild)

## Veröffentlichungen

### Gesammelte Predigten
- Le chrétien face à l'argent. Spes, Paris 1947. (Vorwort von Kardinal Suhard)
- Le chrétien face à la vie. Spes, Paris 1948. Fayard, Paris 1952. (Vorwort von Kardinal Suhard)
- Le chrétien face au pouvoir. Spes, Paris 1949. (Vorwort von Kardinal Suhard)
- Le chrétien face aux athéismes. Spes, Paris 1950. (Vorwort von Maurice Feltin)
- La parole de Dieu, réalité d'aujourd'hui. Spes, Paris 1951. (Vorwort von Maurice Feltin)
  - (deutsch) Das Wort Gottes. Carolusdruckerei, Frankfurt am Main 1954. (übersetzt von Jacques Caryl)
- L'unique Sauveur, demain comme hier. Spes, Paris 1952. (Vorwort von Maurice Feltin)
  - (deutsch) Der einzige Erlöser. Knecht, Frankfurt am Main 1956. (übersetzt von Jacques Caryl)
- L'Église parmi nous. Spes, Paris 1953. (Vorwort von Maurice Feltin)
- L'Église et la Vierge. Spes, Paris 1954. (Vorwort von Maurice Feltin)
- L'église, liberté du monde. Spes, Paris 1955. (Vorwort von Maurice Feltin)

### Weitere Veröffentlichungen
- (mit Vincent Bernado OP, und Gustave Desbuquois SJ) Le Joug du Christ. Réponse aux théologiens d'Action française. Spes, Paris 1928.
- Le Service social. Origines et caractères. Services sociaux. Desclée, de Brouwer et Cie, Paris 1941.
- Civisme du chrétien de France. Editions Aux étudiants de France, Paris 1945.
- La Bible racontée à tous. Le peuple de Dieu. Vie de N.-S. Jésus-Christ. Hachette, Paris 1958.
- La charité du Christ en action. Des origines à saint Vincent de Paul. Fayard, Paris 1961.
- Le Mont-Saint-Michel. Mille ans au péril de l'histoire. Hachette, Paris 1965.
- (mit Jean Baylot) Les Francs-maçons. Dialogue. Beauchesne, Paris 1968.
- Église et contraception. J. Didier, Paris 1969.
- Saint Vincent de Paul ou le réalisme de la charité. Éditions S.O.S., Paris 1969.
- Chrétiens de France dans l'Europe enchaînée. Genèse du Secours catholique. Éditions S.O.S., Paris 1973.
- Un Chrétien face à Israël. Laffont, Paris 1975.
- Augustin de Barruel. Un jésuite face aux Jacobins francs-maçons: 1741–1820. Beauchesne, Paris 1989. (Augustin Barruel)
- (mit Alain-Gilles Minella) Le rebelle discipliné. Mame, Paris 1993. (autobiographisch)